# Iris (filme)
Iris (bra/prt: Iris) é um filme britano-estadunidense de 2001, do gênero drama romântico-biográfico, dirigido por Richard Eyre, com roteiro de Charles Wood e Richard Eyre baseado nos livros de John Bayley Elegy for Iris, publicado em 1999, e Iris and Her Friends: A Memoir of Memory and Desire, de 2000, ambos inspirados na vida de Iris Murdoch.

## Elenco
- Judi Dench .... Iris Murdoch
- Jim Broadbent .... John Bayley
- Kate Winslet ....Iris Murdoch jovem
- Hugh Bonneville .... John Bayley jovem
- Penelope Wilton .... Janet Stone
- Juliet Aubrey .... Janet Stone jovem
- Samuel West .... Maurice jovem
- Timothy West .... Maurice velho
- Kris Marshall .... Dr. Gudgeon
- Tom Mannion .... neurologista

## Principais prêmios e indicações
| Prêmio             | Categoria                   | Recipiente                 | Resultado                   |
| ------------------ | --------------------------- | -------------------------- | --------------------------- |
| Oscar 2002         | Melhor ator coadjuvante     | Jim Broadbent              | Venceu                      |
| Oscar 2002         | Melhor atriz                | Judi Dench                 | Indicado                    |
| Oscar 2002         | Melhor atriz coadjuvante    | Kate Winslet               | Indicado                    |
| BAFTA 2002         | Melhor atriz                | Judi Dench                 | Venceu[carece de fontes?]   |
| BAFTA 2002         | Melhor ator                 | Jim Broadbent              | Indicado[carece de fontes?] |
| BAFTA 2002         | Melhor atriz coadjuvante    | Kate Winslet               | Indicado[carece de fontes?] |
| BAFTA 2002         | Melhor ator coadjuvante     | Hugh Bonneville            | Indicado[carece de fontes?] |
| BAFTA 2002         | Melhor roteiro adaptado     | Charles Wood, Richard Eyre | Indicado[carece de fontes?] |
| BAFTA 2002         | Melhor filme britânico      |                            | Indicado[carece de fontes?] |
| Berlim 2002        | Melhor ator                 | Hugh Bonneville            | Venceu[carece de fontes?]   |
| Berlim 2002        | Urso de Ouro (melhor filme) |                            | Indicado[carece de fontes?] |
| Globo de Ouro 2002 | Melhor ator coadjuvante     | Jim Broadbent              | Venceu                      |
| Globo de Ouro 2002 | Melhor atriz - drama        | Judi Dench                 | Indicado                    |
| Globo de Ouro 2002 | Melhor atriz coadjuvante    | Kate Winslet               | Indicado                    |

## Sinopse
O filme descreve os primeiros e os últimos momentos da relação de John Bailey com a mulher, a filósofa e romancista Iris Murdoch. Mostra a vida do casal enquanto jovem até os últimos dias de vida de Iris.
A história decorre no princípio dos anos 90, quando Íris, vista como uma das principais romancistas da sua época, começa a sentir as primeiras manifestações da doença de Alzheimer, que a levaria a perder as suas faculdades.
No princípio ela começa a esquecer-se das palavras, o que se revela uma experiência frustrante. Em seguida, perde mais do que as palavras, deixa de conseguir escrever e falar coerentemente. O marido John é, então, impelido para o papel de cuidador. Há alturas em que ele sente que não é capaz de suportar esta situação, mas o amor pela mulher é tal que não a abandona.